# 雪崩 (1952年の映画)
『雪崩』（なだれ）は、1952年（昭和27年）3月5日公開の新藤兼人監督の日本映画。製作は大映。
富山県の宇奈月温泉と黒部峡谷を舞台とした映画作品。三日市駅（現・黒部駅）など黒部市内各地でもロケが行われ、市内の人々もロケに協力した。戦後の富山県内ロケ第1号でもあった。

## キャスト
- 木島浩輔：藤田進[3]
- 木島時枝：水戸光子
- 藤川敦子：乙羽信子[3]
- 所長：菅井一郎
- 吉川技手：小柴幹治
- 宮林技手：殿山泰司
- 富田技手補：伊達三郎
- 田部技手補：旗孝思
- 宮林の妻：大美輝子
- 支局課長：南部彰三
- 吉田：近衛敏明
- 看護婦：柳恵美子、二葉あき子、辻久子

## スタッフ
- 監督・脚本：新藤兼人[3]
- 撮影：竹村康和
- 音楽：伊福部昭
- 美術：丸茂孝[1]

## その他
ロケの際、人工で雪崩を起こすシーンの撮影に苦労したというエピソードがある。